# Русское евгеническое общество
Русское евгеническое общество при Институте экспериментальной биологии (1920—1929) — научное общество, ставившее своей целью изучение вопросов наследственности человека и пропаганду позитивной евгеники.

## История
Русское евгеническое общество было образовано профессором Н. К. Кольцовым 15 октября 1920 года в Москве при Институте экспериментальной биологии и было связано с работой евгенического отдела этого учреждения. На момент образования общества заведующим евгеническим отделом был профессор антропологии Московского Университета В. В. Бунак, он же стал учёным секретарем Общества. В бюро Общества, кроме Кольцова и Бунака, входили Т. И. Юдин, Н. В. Богоявленский и А. С. Серебровский.
Работа Общества заключалась в изучении фенотипов и генотипов человека, в сборе информации по вопросу о значении биологических факторов в истории, материала по русским семейным хроникам. Велось евгеническое обследование русских выдающихся деятелей, преимущественно писателей, разрабатывались специальные анкеты по обследованию наследования тех или иных способностей, подготавливались евгенические экспедиции «для биологического посемейного обследования». В 1923 году был открыт филиал Общества в Одессе, куда вошла группа учёных из 8 человек под руководством профессора Н. Н. Костямина. Члены общества выступали на Всероссийской сельскохозяйственной выставке, различных медицинских съездах, где говорили об обсуждаемых темах с точки зрения евгеники. В 1928 году было создано Общество по изучению расовой патологии и географического распространения болезней. Оно ставило своей задачей объединение усилий научных работников и врачей.
В Русском евгеническом обществе состоял нарком здравоохранения Н. А. Семашко.
При Обществе издавался «Русский евгенический журнал».
Русское евгеническое общество прекратило свою деятельность в 1929 году.

### Филиалы
Евгенические общества существовали и в других союзных республиках; так, при Всеукраинской академии наук было создано Украинское евгеническое общество, опиравшееся на функционировавшую с 1921 года секцию евгеники Института физической культуры ВУАН (научные сотрудники — М.С.Сиселет и В.Я. Пидгаецкий).